# Renato Curi Angolana
Renato Curi Angolana (conhecido simplesmente por Angolana ) é um clube de futebol sediado em Città Sant'Angelo, na Itália.
Disputa a Série D/F. Manda seus jogos no Estádio Leonardo Petruzzi.

## Jogadores famosos
- Massimo Oddo (1992-93)
- Fabio Grosso (1994-98)